# Copa Mercosur 1998
La Copa Mercosur 1998 fue la primera edición del torneo de clubes de la región meridional de América del Sur, organizado por la Confederación Sudamericana de Fútbol, en la que participaron equipos de cinco países: Argentina, Brasil, Chile, Paraguay y Uruguay.
El campeón fue Palmeiras de Brasil, que superó en el tercer partido de la final a Cruzeiro del mismo país, luego de que ambos cuadros obtuvieran sendos triunfos en los encuentros de ida y vuelta.

## Formato
Los 20 participantes fueron divididos en cinco grupos de 4 equipos, donde cada uno enfrentó a sus rivales de zona bajo un sistema de liguilla a doble rueda, ida y vuelta. Los equipos ubicados en el primer puesto de cada grupo y los tres mejores segundos accedieron a los cuartos de final, donde entró en juego el sistema de eliminación directa. Hasta las semifinales inclusive, ante la igualdad de puntos, obtenía la clasificación el equipo con mejor diferencia de goles; de persistir el empate, se efectuaron tiros desde el punto penal. En la final, en caso de que los dos equipos tuvieran la misma cantidad de puntos luego de los dos primeros partidos, se disputaría un encuentro desempate para definir al campeón.
Al finalizar el certamen, el equipo de cada país con el peor rendimiento fue relegado y excluido de la edición de 1999, siendo reemplazado por el campeón de su liga local.
|                             |                             | Equipos que entran en esta fase                                                                      | Equipos que provienen de la fase anterior                                           |
| --------------------------- | --------------------------- | --- | ----------------------------------------------------------------------------------- |
| Fase de grupos (20 equipos) | Fase de grupos (20 equipos) | - 7 equipos de Brasil - 6 equipos de Argentina - 3 equipos de Chile - 2 equipo de Paraguay y Uruguay |                                                                                     |
| Fases finales (8 equipos)   | Fases finales (8 equipos)   | | - 5 equipos primeros de la Fase de grupos - 3 equipos segundos de la Fase de grupos |

## Equipos participantes
Todos los equipos participaron en calidad de invitados.
| País                      | Equipo                                                                         |
| ------------------------- | ------------------------------------------------------------------------------ |
| Argentina 6 participantes | Boca Juniors Independiente Racing Club River Plate San Lorenzo Vélez Sarsfield |
| Brasil 7 participantes    | Corinthians Cruzeiro Flamengo Grêmio Palmeiras São Paulo Vasco da Gama         |
| Chile 3 participantes     | Colo-Colo Universidad Católica Universidad de Chile                            |
| Paraguay 2 participantes  | Cerro Porteño Olimpia                                                          |
| Uruguay 2 participantes   | Nacional Peñarol                                                               |

### Distribución geográfica de los equipos
Distribución geográfica de las sedes de los equipos participantes:

## Fase de grupos

### Grupo A
| Equipo      | Pts. | PJ | PG | PE | PP | GF | GC | DG |
| ----------- | ---- | -- | -- | -- | -- | -- | -- | -- |
| Cruzeiro    | 10   | 6  | 3  | 1  | 2  | 15 | 7  | +8 |
| San Lorenzo | 10   | 6  | 3  | 1  | 2  | 11 | 8  | +3 |
| São Paulo   | 7    | 6  | 2  | 1  | 3  | 8  | 12 | –4 |
| Colo-Colo   | 7    | 6  | 2  | 1  | 3  | 5  | 12 | –7 |

| \| Fecha \| Lugar \| Local \| Resultado \| Visitante \| \| ---------------- \| -------------- \| ----------- \| --------- \| ----------- \| \| 29 de julio \| Buenos Aires \| San Lorenzo \| 2:1 \| Cruzeiro \| \| 30 de julio \| São Paulo \| São Paulo \| 1:0 \| Colo-Colo \| \| 18 de agosto \| Buenos Aires \| San Lorenzo \| 3:0 \| Colo-Colo \| \| 20 de agosto \| Belo Horizonte \| Cruzeiro \| 5:1 \| São Paulo \| \| 3 de septiembre \| Santiago \| Colo-Colo \| 2:1 \| Cruzeiro \| \| 3 de septiembre \| São Paulo \| São Paulo \| 2:1 \| San Lorenzo \| \| 17 de septiembre \| Belo Horizonte \| Cruzeiro \| 2:1 \| San Lorenzo \| \| 17 de septiembre \| Santiago \| Colo-Colo \| 2:1 \| São Paulo \| \| 30 de septiembre \| São Paulo \| São Paulo \| 1:1 \| Cruzeiro \| \| 1 de octubre \| Santiago \| Colo-Colo \| 1:1 \| San Lorenzo \| \| 15 de octubre \| Buenos Aires \| San Lorenzo \| 3:2 \| São Paulo \| \| 15 de octubre \| Belo Horizonte \| Cruzeiro \| 5:0 \| Colo-Colo \| |                |             |           |             |
| Fecha | Lugar          | Local       | Resultado | Visitante   |
| 29 de julio | Buenos Aires   | San Lorenzo | 2:1       | Cruzeiro    |
| 30 de julio | São Paulo      | São Paulo   | 1:0       | Colo-Colo   |
| 18 de agosto | Buenos Aires   | San Lorenzo | 3:0       | Colo-Colo   |
| 20 de agosto | Belo Horizonte | Cruzeiro    | 5:1       | São Paulo   |
| 3 de septiembre | Santiago       | Colo-Colo   | 2:1       | Cruzeiro    |
| 3 de septiembre | São Paulo      | São Paulo   | 2:1       | San Lorenzo |
| 17 de septiembre | Belo Horizonte | Cruzeiro    | 2:1       | San Lorenzo |
| 17 de septiembre | Santiago       | Colo-Colo   | 2:1       | São Paulo   |
| 30 de septiembre | São Paulo      | São Paulo   | 1:1       | Cruzeiro    |
| 1 de octubre | Santiago       | Colo-Colo   | 1:1       | San Lorenzo |
| 15 de octubre | Buenos Aires   | San Lorenzo | 3:2       | São Paulo   |
| 15 de octubre | Belo Horizonte | Cruzeiro    | 5:0       | Colo-Colo   |

### Grupo B
| Equipo               | Pts. | PJ | PG | PE | PP | GF | GC | DG  |
| -------------------- | ---- | -- | -- | -- | -- | -- | -- | --- |
| Palmeiras            | 18   | 6  | 6  | 0  | 0  | 16 | 3  | +13 |
| Nacional             | 9    | 6  | 3  | 0  | 3  | 10 | 14 | –4  |
| Independiente        | 6    | 6  | 2  | 0  | 4  | 12 | 15 | –3  |
| Universidad de Chile | 3    | 6  | 1  | 0  | 5  | 7  | 13 | –6  |

| \| Fecha \| Lugar \| Local \| Resultado \| Visitante \| \| ---------------- \| ---------- \| -------------------- \| --------- \| -------------------- \| \| 29 de julio \| Montevideo \| Nacional \| 1:0 \| Universidad de Chile \| \| 29 de julio \| São Paulo \| Palmeiras \| 2:1 \| Independiente \| \| 11 de agosto \| Santiago \| Universidad de Chile \| 3:0 \| Independiente \| \| 19 de agosto \| Montevideo \| Nacional \| 0:5 \| Palmeiras \| \| 2 de septiembre \| Santiago \| Universidad de Chile \| 1:2 \| Palmeiras \| \| 2 de septiembre \| Avellaneda \| Independiente \| 4:3 \| Nacional \| \| 16 de septiembre \| Santiago \| Universidad de Chile \| 1:3 \| Nacional \| \| 16 de septiembre \| Avellaneda \| Independiente \| 0:3 \| Palmeiras \| \| 1 de octubre \| São Paulo \| Palmeiras \| 3:1 \| Nacional \| \| 1 de octubre \| Avellaneda \| Independiente \| 6:2 \| Universidad de Chile \| \| 13 de octubre \| Montevideo \| Nacional \| 2:1 \| Independiente \| \| 13 de octubre \| São Paulo \| Palmeiras \| 1:0 \| Universidad de Chile \| |            |                      |           |                      |
| Fecha | Lugar      | Local                | Resultado | Visitante            |
| 29 de julio | Montevideo | Nacional             | 1:0       | Universidad de Chile |
| 29 de julio | São Paulo  | Palmeiras            | 2:1       | Independiente        |
| 11 de agosto | Santiago   | Universidad de Chile | 3:0       | Independiente        |
| 19 de agosto | Montevideo | Nacional             | 0:5       | Palmeiras            |
| 2 de septiembre | Santiago   | Universidad de Chile | 1:2       | Palmeiras            |
| 2 de septiembre | Avellaneda | Independiente        | 4:3       | Nacional             |
| 16 de septiembre | Santiago   | Universidad de Chile | 1:3       | Nacional             |
| 16 de septiembre | Avellaneda | Independiente        | 0:3       | Palmeiras            |
| 1 de octubre | São Paulo  | Palmeiras            | 3:1       | Nacional             |
| 1 de octubre | Avellaneda | Independiente        | 6:2       | Universidad de Chile |
| 13 de octubre | Montevideo | Nacional             | 2:1       | Independiente        |
| 13 de octubre | São Paulo  | Palmeiras            | 1:0       | Universidad de Chile |

### Grupo C
| Equipo      | Pts. | PJ | PG | PE | PP | GF | GC | DG |
| ----------- | ---- | -- | -- | -- | -- | -- | -- | -- |
| Racing Club | 14   | 6  | 4  | 2  | 0  | 9  | 4  | +5 |
| Olimpia     | 10   | 6  | 3  | 1  | 2  | 13 | 12 | +1 |
| Corinthians | 5    | 6  | 1  | 2  | 3  | 7  | 8  | –1 |
| Peñarol     | 3    | 6  | 0  | 3  | 3  | 6  | 11 | –5 |

| \| Fecha \| Lugar \| Local \| Resultado \| Visitante \| \| ---------------- \| ---------- \| ----------- \| --------- \| ----------- \| \| 30 de julio \| Asunción \| Olimpia \| 2:2 \| Corinthians \| \| 4 de agosto \| Montevideo \| Peñarol \| 1:1 \| Racing Club \| \| 18 de agosto \| São Paulo \| Corinthians \| 1:2 \| Racing Club \| \| 20 de agosto \| Asunción \| Olimpia \| 4:2 \| Peñarol \| \| 1 de septiembre \| Avellaneda \| Racing Club \| 1:0 \| Olimpia \| \| 1 de septiembre \| São Paulo \| Corinthians \| 1:1 \| Peñarol \| \| 15 de septiembre \| Avellaneda \| Racing Club \| 0:0 \| Peñarol \| \| 15 de septiembre \| São Paulo \| Corinthians \| 1:2 \| Olimpia \| \| 29 de septiembre \| Avellaneda \| Racing Club \| 1:0 \| Corinthians \| \| 29 de septiembre \| Montevideo \| Peñarol \| 2:3 \| Olimpia \| \| 14 de octubre \| Asunción \| Olimpia \| 2:4 \| Racing Club \| \| 14 de octubre \| Montevideo \| Peñarol \| 0:2 \| Corinthians \| |            |             |           |             |
| Fecha | Lugar      | Local       | Resultado | Visitante   |
| 30 de julio | Asunción   | Olimpia     | 2:2       | Corinthians |
| 4 de agosto | Montevideo | Peñarol     | 1:1       | Racing Club |
| 18 de agosto | São Paulo  | Corinthians | 1:2       | Racing Club |
| 20 de agosto | Asunción   | Olimpia     | 4:2       | Peñarol     |
| 1 de septiembre | Avellaneda | Racing Club | 1:0       | Olimpia     |
| 1 de septiembre | São Paulo  | Corinthians | 1:1       | Peñarol     |
| 15 de septiembre | Avellaneda | Racing Club | 0:0       | Peñarol     |
| 15 de septiembre | São Paulo  | Corinthians | 1:2       | Olimpia     |
| 29 de septiembre | Avellaneda | Racing Club | 1:0       | Corinthians |
| 29 de septiembre | Montevideo | Peñarol     | 2:3       | Olimpia     |
| 14 de octubre | Asunción   | Olimpia     | 2:4       | Racing Club |
| 14 de octubre | Montevideo | Peñarol     | 0:2       | Corinthians |

### Grupo D
| Equipo          | Pts. | PJ | PG | PE | PP | GF | GC | DG |
| --------------- | ---- | -- | -- | -- | -- | -- | -- | -- |
| Vélez Sarsfield | 11   | 6  | 3  | 2  | 1  | 7  | 6  | +1 |
| Boca Juniors    | 9    | 6  | 3  | 0  | 3  | 11 | 7  | +4 |
| Flamengo        | 9    | 6  | 3  | 0  | 3  | 7  | 8  | –1 |
| Cerro Porteño   | 5    | 6  | 1  | 2  | 3  | 9  | 13 | –4 |

| \| Fecha \| Lugar \| Local \| Resultado \| Visitante \| \| ---------------- \| -------------- \| --------------- \| --------- \| --------------- \| \| 29 de julio \| Río de Janeiro \| Flamengo \| 2:0 \| Cerro Porteño \| \| 5 de agosto \| Buenos Aires \| Boca Juniors \| 0:1 \| Vélez Sarsfield \| \| 19 de agosto \| Asunción \| Cerro Porteño \| 3:2 \| Boca Juniors \| \| 19 de agosto \| Buenos Aires \| Vélez Sarsfield \| 1:0 \| Flamengo \| \| 2 de septiembre \| Río de Janeiro \| Flamengo \| 0:2 \| Boca Juniors \| \| 3 de septiembre \| Asunción \| Cerro Porteño \| 2:2 \| Vélez Sarsfield \| \| 17 de septiembre \| Asunción \| Cerro Porteño \| 2:3 \| Flamengo \| \| 17 de septiembre \| Buenos Aires \| Vélez Sarsfield \| 2:1 \| Boca Juniors \| \| 30 de septiembre \| Río de Janeiro \| Flamengo \| 2:0 \| Vélez Sarsfield \| \| 30 de septiembre \| Buenos Aires \| Boca Juniors \| 3:1 \| Cerro Porteño \| \| 13 de octubre \| Buenos Aires \| Vélez Sarsfield \| 1:1 \| Cerro Porteño \| \| 14 de octubre \| Buenos Aires \| Boca Juniors \| 3:0 \| Flamengo \| |                |                 |           |                 |
| Fecha | Lugar          | Local           | Resultado | Visitante       |
| 29 de julio | Río de Janeiro | Flamengo        | 2:0       | Cerro Porteño   |
| 5 de agosto | Buenos Aires   | Boca Juniors    | 0:1       | Vélez Sarsfield |
| 19 de agosto | Asunción       | Cerro Porteño   | 3:2       | Boca Juniors    |
| 19 de agosto | Buenos Aires   | Vélez Sarsfield | 1:0       | Flamengo        |
| 2 de septiembre | Río de Janeiro | Flamengo        | 0:2       | Boca Juniors    |
| 3 de septiembre | Asunción       | Cerro Porteño   | 2:2       | Vélez Sarsfield |
| 17 de septiembre | Asunción       | Cerro Porteño   | 2:3       | Flamengo        |
| 17 de septiembre | Buenos Aires   | Vélez Sarsfield | 2:1       | Boca Juniors    |
| 30 de septiembre | Río de Janeiro | Flamengo        | 2:0       | Vélez Sarsfield |
| 30 de septiembre | Buenos Aires   | Boca Juniors    | 3:1       | Cerro Porteño   |
| 13 de octubre | Buenos Aires   | Vélez Sarsfield | 1:1       | Cerro Porteño   |
| 14 de octubre | Buenos Aires   | Boca Juniors    | 3:0       | Flamengo        |

### Grupo E
| Equipo               | Pts. | PJ | PG | PE | PP | GF | GC | DG |
| -------------------- | ---- | -- | -- | -- | -- | -- | -- | -- |
| River Plate          | 9    | 6  | 2  | 3  | 1  | 8  | 7  | +1 |
| Vasco da Gama        | 9    | 6  | 2  | 3  | 1  | 4  | 3  | +1 |
| Grêmio               | 7    | 6  | 2  | 1  | 3  | 10 | 9  | +1 |
| Universidad Católica | 6    | 6  | 1  | 3  | 2  | 6  | 9  | –3 |

| \| Fecha \| Lugar \| Local \| Resultado \| Visitante \| \| ---------------- \| -------------- \| -------------------- \| --------- \| -------------------- \| \| 30 de julio \| Santiago \| Universidad Católica \| 1:1 \| Vasco da Gama \| \| 30 de julio \| Porto Alegre \| Grêmio \| 2:3 \| River Plate \| \| 18 de agosto \| Río de Janeiro \| Vasco da Gama \| 1:0 \| Grêmio \| \| 20 de agosto \| Buenos Aires \| River Plate \| 1:1 \| Universidad Católica \| \| 1 de septiembre \| Porto Alegre \| Grêmio \| 5:1 \| Universidad Católica \| \| 3 de septiembre \| Buenos Aires \| River Plate \| 1:1 \| Vasco da Gama \| \| 15 de septiembre \| Santiago \| Universidad Católica \| 1:1 \| Grêmio \| \| 16 de septiembre \| Río de Janeiro \| Vasco da Gama \| 0:0 \| River Plate \| \| 29 de septiembre \| Santiago \| Universidad Católica \| 2:0 \| River Plate \| \| 29 de septiembre \| Porto Alegre \| Grêmio \| 1:0 \| Vasco da Gama \| \| 14 de octubre \| Río de Janeiro \| Vasco da Gama \| 1:0 \| Universidad Católica \| \| 15 de octubre \| Buenos Aires \| River Plate \| 3:1 \| Grêmio \| |                |                      |           |                      |
| Fecha | Lugar          | Local                | Resultado | Visitante            |
| 30 de julio | Santiago       | Universidad Católica | 1:1       | Vasco da Gama        |
| 30 de julio | Porto Alegre   | Grêmio               | 2:3       | River Plate          |
| 18 de agosto | Río de Janeiro | Vasco da Gama        | 1:0       | Grêmio               |
| 20 de agosto | Buenos Aires   | River Plate          | 1:1       | Universidad Católica |
| 1 de septiembre | Porto Alegre   | Grêmio               | 5:1       | Universidad Católica |
| 3 de septiembre | Buenos Aires   | River Plate          | 1:1       | Vasco da Gama        |
| 15 de septiembre | Santiago       | Universidad Católica | 1:1       | Grêmio               |
| 16 de septiembre | Río de Janeiro | Vasco da Gama        | 0:0       | River Plate          |
| 29 de septiembre | Santiago       | Universidad Católica | 2:0       | River Plate          |
| 29 de septiembre | Porto Alegre   | Grêmio               | 1:0       | Vasco da Gama        |
| 14 de octubre | Río de Janeiro | Vasco da Gama        | 1:0       | Universidad Católica |
| 15 de octubre | Buenos Aires   | River Plate          | 3:1       | Grêmio               |

### Tabla de segundos puestos
Los tres equipos mejor ubicados en tabla de segundos accedieron a los cuartos de final, junto con los cinco primeros.
| Equipo        | Gr. | Pts. | PJ | PG | PE | PP | GF | GC | DG |
| ------------- | --- | ---- | -- | -- | -- | -- | -- | -- | -- |
| San Lorenzo   | A   | 10   | 6  | 3  | 1  | 2  | 11 | 8  | 3  |
| Olimpia       | C   | 10   | 6  | 3  | 1  | 2  | 13 | 12 | 1  |
| Boca Juniors  | D   | 9    | 6  | 3  | 0  | 3  | 11 | 7  | 4  |
| Vasco da Gama | E   | 9    | 6  | 2  | 3  | 1  | 4  | 3  | 1  |
| Nacional      | B   | 9    | 6  | 3  | 0  | 3  | 10 | 14 | –4 |

## Fases finales

### Cuadro de desarrollo
|  | Cuartos de final                | Cuartos de final                | Cuartos de final                | Cuartos de final                |   |             | Semifinales                       | Semifinales                       | Semifinales                       | Semifinales                       |  |           | Final                    | Final                    | Final                    | Final                    | Final                    |  |
|  | 27 de octubre al 5 de noviembre | 27 de octubre al 5 de noviembre | 27 de octubre al 5 de noviembre | 27 de octubre al 5 de noviembre |   |             | 10 de noviembre al 2 de diciembre | 10 de noviembre al 2 de diciembre | 10 de noviembre al 2 de diciembre | 10 de noviembre al 2 de diciembre |  |           | 16, 26 y 29 de diciembre | 16, 26 y 29 de diciembre | 16, 26 y 29 de diciembre | 16, 26 y 29 de diciembre | 16, 26 y 29 de diciembre |  |
|  |                                 |                                 |                                 |                                 |   |             |                                   |                                   |                                   |                                   |  |           |                          |                          |                          |                          |                          |  |
|  |                                 |                                 |                                 |                                 |   |             |                                   |                                   |                                   |                                   |  |           |                          |                          |                          |                          |                          |  |
|  | Olimpia                         | 4                               | 2                               | 6                               |   |             |                                   |                                   |                                   |                                   |  |           |                          |                          |                          |                          |                          |  |
|  | Olimpia                         | 4                               | 2                               | 6                               |   |             |                                   |                                   |                                   |                                   |  |           |                          |                          |                          |                          |                          |  |
|  | Vélez Sarsfield                 | 3                               | 1                               | 4                               |   |             |                                   |                                   |                                   |                                   |  |           |                          |                          |                          |                          |                          |  |
|  | Vélez Sarsfield                 | 3                               | 1                               | 4                               |   | Olimpia     | 0                                 | 0                                 | 0                                 |                                   |  |           |                          |                          |                          |                          |                          |  |
|  |                                 |                                 |                                 |                                 |   | Olimpia     | 0                                 | 0                                 | 0                                 |                                   |  |           |                          |                          |                          |                          |                          |  |
|  |                                 |                                 | Palmeiras                       | 2                               | 1 | 3           |                                   |                                   |                                   |                                   |  |           |                          |                          |                          |                          |                          |  |
|  | Boca Juniors                    | 1                               | Palmeiras                       | 2                               | 1 | 3           | 1                                 | 2                                 |                                   |                                   |  |           |                          |                          |                          |                          |                          |  |
|  | Boca Juniors                    | 1                               |                                 |                                 |   |             |                                   |                                   |                                   |                                   |  |           |                          |                          |                          |                          |                          |  |
|  | Palmeiras                       | 3                               | 1                               | 4                               |   |             |                                   |                                   |                                   |                                   |  |           |                          |                          |                          |                          |                          |  |
|  | Palmeiras                       | 3                               | 1                               | 4                               |   |             |                                   |                                   |                                   |                                   |  | Palmeiras | 1                        | 3                        | 1                        | 5                        |                          |  |
|  |                                 |                                 |                                 |                                 |   |             |                                   |                                   |                                   |                                   |  | Palmeiras | 1                        | 3                        | 1                        | 5                        |                          |  |
|  |                                 |                                 | Cruzeiro                        | 2                               | 1 | 0           | 3                                 |                                   |                                   |                                   |  |           |                          |                          |                          |                          |                          |  |
|  | Racing Club                     | 0                               | Cruzeiro                        | 2                               | 1 | 0           | 3                                 | 1                                 | 1 (0)                             |                                   |  |           |                          |                          |                          |                          |                          |  |
|  | Racing Club                     | 0                               |                                 |                                 |   |             |                                   |                                   | 1 (0)                             |                                   |  |           |                          |                          |                          |                          |                          |  |
|  | San Lorenzo (p.)                | 0                               | 1                               | 1 (2)                           |   |             |                                   |                                   |                                   |                                   |  |           |                          |                          |                          |                          |                          |  |
|  | San Lorenzo (p.)                | 0                               | 1                               | 1 (2)                           |   | San Lorenzo | 0                                 | 1                                 | 1                                 |                                   |  |           |                          |                          |                          |                          |                          |  |
|  |                                 |                                 |                                 |                                 |   | San Lorenzo | 0                                 | 1                                 | 1                                 |                                   |  |           |                          |                          |                          |                          |                          |  |
|  |                                 |                                 | Cruzeiro                        | 1                               | 1 | 2           |                                   |                                   |                                   |                                   |  |           |                          |                          |                          |                          |                          |  |
|  | Cruzeiro                        | 2                               | Cruzeiro                        | 1                               | 1 | 2           | 2                                 | 4                                 |                                   |                                   |  |           |                          |                          |                          |                          |                          |  |
|  | Cruzeiro                        | 2                               |                                 |                                 |   |             |                                   |                                   |                                   |                                   |  |           |                          |                          |                          |                          |                          |  |
|  | River Plate                     | 1                               | 0                               | 1                               |   |             |                                   |                                   |                                   |                                   |  |           |                          |                          |                          |                          |                          |  |
|  | River Plate                     | 1                               | 0                               | 1                               |   |             |                                   |                                   |                                   |                                   |  |           |                          |                          |                          |                          |                          |  |
|  |                                 |                                 |                                 |                                 |   |             |                                   |                                   |                                   |                                   |  |           |                          |                          |                          |                          |                          |  |

- Nota: En cada llave, el equipo que ocupa la primera línea es el que definió la serie como local.

### Cuartos de final
| 27 de octubre de 1998 | Vélez Sarsfield                             | 3:4 (1:1) | Olimpia                                                     | Estadio José Amalfitani, Buenos Aires |                               |
|                       | D. Husaín 19' · Pandolfi 70' · Bassedas 74' |           | Caballero 27' · González 55' · Santa Cruz 65' · Paredes 89' | Árbitro(s): José Luis Da Rosa         | Árbitro(s): José Luis Da Rosa |

| 4 de noviembre de 1998 | Olimpia            | 2:1 (2:0) | Vélez Sarsfield | Estadio Defensores del Chaco, Asunción |                                     |
|                        | Santa Cruz 24' 40' |           | Camps 65'       | Árbitro(s): Eduardo Gamboa Martínez    | Árbitro(s): Eduardo Gamboa Martínez |

| 29 de octubre de 1998 | Palmeiras                            | 3:1 (1:0) | Boca Juniors   | Estadio Palestra Itália, São Paulo |                                  |
|                       | Almir 27' · Arílson 48' · Magrão 89' |           | Rey 51' (pen.) | Árbitro(s): Mario Sánchez Yantén   | Árbitro(s): Mario Sánchez Yantén |

| 4 de noviembre de 1998 | Boca Juniors | 1:1 (0:0) | Palmeiras | Estadio La Bombonera, Buenos Aires |                            |
|                        | Palermo 58'  |           | Alex 80'  | Árbitro(s): Gustavo Méndez         | Árbitro(s): Gustavo Méndez |

| 29 de octubre de 1998 | San Lorenzo | 0:0 | Racing Club | Estadio Pedro Bidegain, Buenos Aires |  |
|                       |             |     |             | Árbitro(s): Daniel Giménez           |  |

| 5 de noviembre de 1998 | Racing Club                       | 1:1 (0:0) (0:2 p.)         | San Lorenzo                     | Estadio Presidente Perón, Avellaneda |                              |
|                        | Delgado 71' (pen.)                |                            | Acosta 75'                      | Árbitro(s): Horacio Elizondo         | Árbitro(s): Horacio Elizondo |
|                        |                                   | Tiros desde el punto penal |                                 |                                      |                              |
|                        | Delgado · Úbeda · Morales · Ojeda |                            | Gorosito · Lussenhoff · Biaggio |                                      |                              |

| 28 de octubre de 1998 | River Plate         | 1:2 (0:1) | Cruzeiro                     | Estadio Monumental, Buenos Aires |                            |
|                       | Gallardo 78' (pen.) |           | Ramos 32' · Fábio Júnior 71' | Árbitro(s): Gustavo Méndez       | Árbitro(s): Gustavo Méndez |

| 5 de noviembre de 1998 | Cruzeiro                        | 2:0 (1:0) | River Plate | Estadio Mineirão, Belo Horizonte |                             |
|                        | Fábio Júnior 36' · Gilberto 83' |           |             | Árbitro(s): Bonifacio Núñez      | Árbitro(s): Bonifacio Núñez |

### Semifinales
| 10 de noviembre de 1998 | Palmeiras    | 2:0 (1:0) | Olimpia | Estadio Palestra Itália, São Paulo |                                  |
|                         | Alex 45' 49' |           |         | Árbitro(s): Mario Sánchez Yantén   | Árbitro(s): Mario Sánchez Yantén |

| 17 de noviembre de 1998 | Olimpia | 0:1 (0:1) | Palmeiras | Estadio Defensores del Chaco, Asunción |                            |
| |         |           | Oséas 19' | Árbitro(s): Oscar Sequeira             | Árbitro(s): Oscar Sequeira |
| Partido suspendido a los 24' del segundo tiempo luego de que el público local agrediera a Ernesto Taibi, uno de los árbitros asistentes. El resultado se mantuvo. |         |           |           |                                        |                            |

| 19 de noviembre de 1998 | Cruzeiro       | 1:0 (1:0) | San Lorenzo | Estadio Mineirão, Belo Horizonte |                             |
|                         | Alex Alves 19' |           |             | Árbitro(s): Jorge Larrionda      | Árbitro(s): Jorge Larrionda |

| 2 de diciembre de 1998 | San Lorenzo     | 1:1 (1:0) | Cruzeiro  | Estadio Pedro Bidegain, Buenos Aires |                           |
|                        | Basavilbaso 38' |           | Djair 63' | Árbitro(s): Ubaldo Aquino            | Árbitro(s): Ubaldo Aquino |

### Final

#### Ida
| 16 de diciembre de 1998 | Cruzeiro                            | 2:1 (1:1) | Palmeiras        | Estadio Mineirão, Belo Horizonte                            |                                                             |
|                         | Ramos 21' · Fábio Júnior 90' (pen.) |           | Roque Júnior 44' | Asistencia: 50 000 espectadores Árbitro(s): Sidrack Marinho | Asistencia: 50 000 espectadores Árbitro(s): Sidrack Marinho |

#### Vuelta
| 26 de diciembre de 1998 | Palmeiras                         | 3:1 (1:1) | Cruzeiro               | Estadio Palestra Itália, São Paulo                           |                                                              |
|                         | Cléber 7' · Oséas 54' · Nunes 89' |           | Fábio Júnior 2' (pen.) | Asistencia: 32 000 espectadores Árbitro(s): Cláudio Cerdeira | Asistencia: 32 000 espectadores Árbitro(s): Cláudio Cerdeira |

#### Partido desempate
| 29 de diciembre de 1998 | Palmeiras | 1:0 (0:0) | Cruzeiro | Estadio Palestra Itália, São Paulo                          |                                                             |
|                         | Arce 62'  |           |          | Asistencia: 28 959 espectadores Árbitro(s): Luciano Almeida | Asistencia: 28 959 espectadores Árbitro(s): Luciano Almeida |

|                               |
| Bandera de Brasil             |
| Campeón Palmeiras 1.er título |

## Estadísticas

### Clasificación general
| Pos. | Equipo               | Pts | PJ | PG | PE | PP | GF | GC | Dif. | Rend.  |
| ---- | -------------------- | --- | -- | -- | -- | -- | -- | -- | ---- | ------ |
| 1    | Palmeiras            | 34  | 13 | 11 | 1  | 1  | 28 | 8  | 20   | 87,17% |
| 2    | Cruzeiro             | 23  | 13 | 7  | 2  | 4  | 24 | 14 | 10   | 58,97% |
| 3    | Olimpia              | 16  | 10 | 5  | 1  | 4  | 19 | 19 | 0    | 53,33% |
| 4    | San Lorenzo          | 13  | 10 | 3  | 4  | 3  | 13 | 11 | 2    | 43,33% |
| 5    | Racing Club          | 16  | 8  | 4  | 4  | 0  | 10 | 5  | 5    | 66,66% |
| 6    | Vélez Sarsfield      | 11  | 8  | 3  | 2  | 3  | 11 | 12 | −1   | 45,83% |
| 7    | Boca Juniors         | 10  | 8  | 3  | 1  | 4  | 13 | 11 | 2    | 41,66% |
| 8    | River Plate          | 9   | 8  | 2  | 3  | 3  | 9  | 11 | –2   | 37,50% |
| 9    | Vasco da Gama        | 9   | 6  | 2  | 3  | 1  | 4  | 3  | 1    | 50%    |
| 10   | Flamengo             | 9   | 6  | 3  | 0  | 3  | 7  | 8  | –1   | 50%    |
| 11   | Nacional             | 9   | 6  | 3  | 0  | 3  | 10 | 14 | –4   | 50%    |
| 12   | Grêmio               | 7   | 6  | 2  | 1  | 3  | 10 | 9  | 1    | 38,88% |
| 13   | São Paulo            | 7   | 6  | 2  | 1  | 3  | 8  | 12 | –4   | 38,88% |
| 14   | Colo-Colo            | 7   | 6  | 2  | 1  | 3  | 5  | 12 | –7   | 38,88% |
| 15   | Independiente        | 6   | 6  | 2  | 0  | 4  | 12 | 15 | –3   | 33,33% |
| 16   | Universidad Católica | 6   | 6  | 1  | 3  | 2  | 6  | 9  | –3   | 33,33% |
| 17   | Corinthians          | 5   | 6  | 1  | 2  | 3  | 7  | 8  | –1   | 27,77% |
| 18   | Cerro Porteño        | 5   | 6  | 1  | 2  | 3  | 9  | 13 | –4   | 27,77% |
| 19   | Peñarol              | 3   | 6  | 0  | 3  | 3  | 6  | 11 | –5   | 16,66% |
| 20   | Universidad de Chile | 3   | 6  | 1  | 0  | 5  | 7  | 13 | –6   | 16,66% |

### Goleadores
| Jugador             | Club          | Goles |
| ------------------- | ------------- | ----- |
| Alex                | Palmeiras     | 6     |
| Fábio Júnior        | Cruzeiro      | 6     |
| José Luis Calderón  | Independiente | 5     |
| Marcelo Silva Ramos | Cruzeiro      | 4     |
| Magrão              | Palmeiras     | 4     |
| Alberto Acosta      | San Lorenzo   | 4     |

## Relegaciones y reemplazos
Cinco equipos —uno por país, aquellos con el peor rendimiento en la competición— fueron relegados y excluidos de la edición del año siguiente. Sus lugares fueron ocupados por los campeones de sus respectivas ligas.
| País      | Equipo relegado      | Campeón de liga                          | Equipo participante en 1999                    |
| --------- | -------------------- | ---------------------------------------- | ---------------------------------------------- |
| Argentina | Independiente        | Boca Juniors (1998-99) (ya participante) | Independiente (Reinvitado por Conmebol)        |
| Brasil    | Corinthians          | Corinthians (1998)                       | Corinthians                                    |
| Chile     | Universidad de Chile | Colo-Colo (1998) (ya participante)       | Universidad de Chile (Reinvitado por Conmebol) |
| Paraguay  | Cerro Porteño        | Olimpia (1998) (ya participante)         | Cerro Porteño (Reinvitado por Conmebol)        |
| Uruguay   | Peñarol              | Nacional (1998) (ya participante)        | Peñarol (Reinvitado por Conmebol)              |